# Georg von Hofmann
Georg von Hofmann (* 29. Oktober 1769 in Wien; † 5. Mai 1845 ebenda) war ein österreichischer Gelegenheitsdichter.

## Leben und Werk
Hofmann war Sekretär am Wiener Theater am Kärntnertor und als Nachfolger von Georg Friedrich Treitschke dort Operndichter. Er übersetzte viele fremdsprachige Opernlibretti ins Deutsche. Er verfasste zwei Dichtungen, zu denen Franz Schubert 1820 die Musik komponierte: Die Zauberharfe (D 644) und Die Zwillingsbrüder (D 647). Hofmann soll auch die Textgrundlage für das angebliche Probewerk bereitgestellt haben, mit der sich Schubert 1826 Anton Schindler zufolge um eine Vizekapellmeisterstelle am Kärntnertortheater beworben haben soll, was am Gebaren der Primadonna Nanette Schechner gescheitert sei. Otto Erich Deutsch bezeichnet diese Begebenheit allerdings als unglaubwürdig.

## Werke

### Schauspiele
- Ludwig und Louise, oder: Der 9. Thermidor (Schauspiel) 1815
- Landleben (Lustspiel) 1817
- Das Jagdschloß (Lustspiel) 1819
- Ja! (Lustspiel) 1825

### Libretti
- Helene (Oper, Musik von Adalbert Gyrowetz) 1816
- Das Rosenhütchen (Große Zauberoper, Musik von Carl Blum) 1819
- Die Pagen des Herzogs von Vendôme (Oper, Musik von Carl Blum) 1820
- Die Zwillingsbrüder (Posse, Musik von Franz Schubert) 1820
- Die Zauberharfe (Zauberspiel mit Musik von Franz Schubert) 1820
- Der Zauberspruch (Oper nach Carlo Gozzis Der Rabe, Musik von Johann Peter Pixis) 1822
- Die Ochsenmenuette (Singspiel, Musik nach Joseph Haydn von Ignaz von Seyfried) 1823[6]
- Die Prise Tabak, oder: Die Vettern als Nebenbuhler (Singspiel) 1825
- Der Haushofmeister (Singspiel) 1825
- Sonderbare Laune, oder: Sie sind doch verheiratet (Singspiel) 1825
- Die Räuber und der Sänger (Operette) 1830
- Sylva, oder: Die Macht des Gesanges (Oper, Musik von Karl August Krebs) 1830
- Der Taucher (Romantische Oper, Musik von Conradin Kreutzer) 1834

### Übersetzungen
- Olympia (Oper; Übersetzung; Libretto von Michel Dieulafoy und Charles Brifaut, Musik von Gaspare Spontini) 1825
- Der blinde Harfner (Oper; Übersetzung; Libretto von Michel Dieulafoy, Musik von Adalbert Gyrowetz) 1828
- Semiramis (Oper, Übersetzung; Libretto von Gaetano Rossi, Musik von Gioachino Rossini) 1833
- Die Ballnacht (große Oper; Übersetzung zusammen mit Ignaz von Seyfried, Libretto von Eugène Scribe, Musik von Daniel-François-Esprit Auber) 1835[7]
- Die Jüdin (große Oper, Übersetzung, Libretto von Eugène Scribe, Musik von Fromental Halévy) 1836